# The Devil to Pay (film 1920)
The Devil to Pay è un film muto del 1920 diretto da Ernest C. Warde. La sceneggiatura si basa su The Devil To Pay, romanzo do Frances Nimmo Greene pubblicato a New York nel 1918.

## Produzione
Il film fu prodotto dalla Robert Brunton Productions.

## Distribuzione

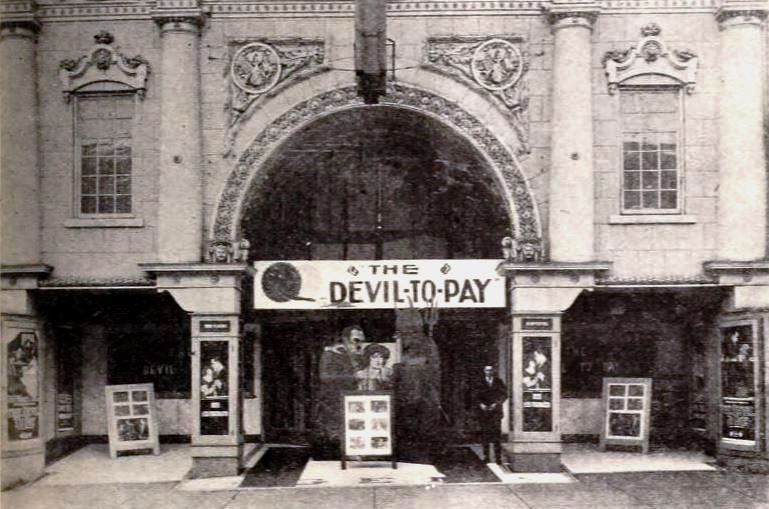
Gem Theater, Salt Lake City, 1920

Il copyright del film, richiesto dalla Pathé Exchange, Inc., fu registrato il 10 novembre 1920 con il numero LU15785. Distribuito dalla Pathé Exchange, uscì nelle sale cinematografiche statunitensi il 28 novembre 1920.